# Xã Elba, Quận Lapeer, Michigan
Xã Elba (tiếng Anh: Elba Township) là một xã thuộc quận Lapeer, tiểu bang Michigan, Hoa Kỳ. Năm 2010, dân số của xã này là 5.250 người.